# Hepatocit

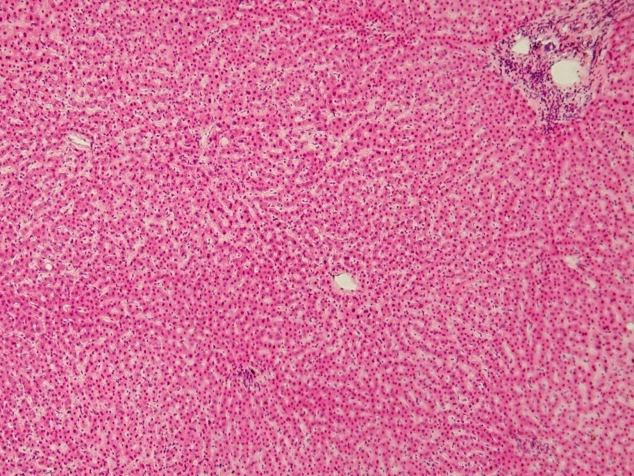
Imagine histologică a ficatului uman (colorație hematoxilină-eozină)

Un hepatocit este o celulă aparținând țesutului parenchimatic principal al ficatului. Hepatocitele alcătuiesc 80% din masa ficatului. Aceste celule sunt implicate în:
- sinteza proteinelor
- stocarea proteinelor
- Transformarea carbohidraților
- Sinteza colesterolului, a sărurilor biliare și a fosfolipidelor
- Detoxificarea, modificarea și excreția substanțelor exogene și endogene
- Inițierea formării și secreției de bilă